# هرتسبرگ آم هارتس
شهر هرتسبرگ آم هارتسدر ایالت نیدرزاکسن در کشور آلمان واقع شده‌است.